# Mexicaanse trechteroorvleermuis
De Mexicaanse trechteroorvleermuis (Natalus stramineus) is een vleermuis uit het geslacht Natalus die voorkomt in de noordelijke Kleine Antillen. Zes van de zeven andere soorten van het geslacht zijn allen lange tijd tot deze soort gerekend, maar ze verschillen allen sterk van N. stramineus (de zevende, N. lanatus, is pas in 2005 ontdekt).

## Kenmerken
N. stramineus is een middelgrote soort met een lange, ietwat wollige vacht. De haren aan de bovenkant van het lichaam zijn grijs met bruine punten, die aan de onderkant lichtgrijs tot lichtbruin. De voorarmlengte bedraagt voor mannetjes en vrouwtjes respectievelijk 36,9 tot 41,2 mm en 37,8 tot 41,9 mm, de tibialengte 19,8 tot 22,0 mm en 20,8 tot 23,2 mm, de oorlengte 14,6 tot 17,5 mm en 14,7 tot 17,5 mm en de schedellengte 15,7 tot 17,5 mm en 14,7 tot 17,5 mm (gebaseerd op exemplaren uit Anguilla, Antigua, Barbuda, Dominica, Guadeloupe en Saba samen). Het enige exemplaar uit Nevis, een mannetje, heeft een voorarm van 39,5 mm en een schedel van 17,0 mm. Voor de populatie op Antigua alleen bedraagt de voorarmlengte 38,9 tot 39,1 voor mannetjes en 37,2 tot 38,4 mm voor vrouwtjes en de schedellengte respectievelijk 16,8 tot 17,0 mm en 16,4 tot 16,8 mm (gebaseerd op drie mannetjes en drie vrouwtjes, waarvan in een geval de schedel niet kon worden gemeten).
Ook in deze kleinere vorm is N. stramineus nog een variabele soort. Exemplaren uit Dominica verschillen morfometrisch van dieren uit Anguilla, Antigua, Barbuda, Saba en Montserrat (onder andere is het os metacarpii III langer en is de schedel aan de voorkant smaller). De dieren uit Anguilla zijn grijsbruin, die uit de rest van het verspreidingsgebied rood- tot lichtbruin. Bij alle exemplaren uit Anguilla, Antigua, Barbuda en Montserrat is het os praemaxillare vergroot en de sutuur tussen het os praemaxillare en de maxilla naar achteren verschoven (dit kenmerk komt ook voor bij het holotype en is een van de voornaamste gronden voor de oorsprong van het holotype in de Kleine Antillen). Bij alle exemplaren uit Guadeloupe en Dominica en de meeste uit Saba ontbreekt dit kenmerk.

## Leefwijze
Net als andere trechteroorvleermuizen roest N. stramineus in grotten en eet hij waarschijnlijk insecten. Hoewel de soort op Antigua, Barbuda, Dominica en Saba algemeen voorkomt, is hij op andere eilanden, zoals Sint-Maarten, Nevis, Martinique en in het bijzonder Montserrat, waarschijnlijk (zeer) kwetsbaar, gezien het kleine aantal exemplaren van de soort dat op die eilanden is gevonden.

## Verspreiding
Het is lange tijd onduidelijk geweest of het holotype van N. stramineus uit Brazilië of uit de Kleine Antillen kwam, maar morfologische gegevens maken duidelijk dat het holotype een N. stramineus is. N. stramineus is in deze striktere definitie nog slechts bekend van Anguilla, Antigua, Barbuda, Dominica, Guadeloupe, Marie-Galante, Martinique, Montserrat, Nevis, Saba en Sint-Maarten. Op Saint Kitts is de soort afwezig, mogelijk door het ontbreken van voldoende grotten.